# Armoiries de la République démocratique allemande

Armoiries de la République démocratique allemande (1955-1990).

Les armoiries de la République démocratique allemande (RDA) associent les symboles de 3 classes sociales unies par le régime communiste :
- le marteau qui représente le prolétariat ;
- le blé qui représente la paysannerie ;
- le compas qui représente les travailleurs intellectuels.

Ces armoiries sont présentes à partir de 1959 sur le drapeau de l'Allemagne constitué par les couleurs traditionnelles : or, rouge et noir, créant ainsi un drapeau spécifique pour la RDA.

Premier emblème de la RDA (1949-1953).
Deuxième emblème de la RDA (1953-1955).
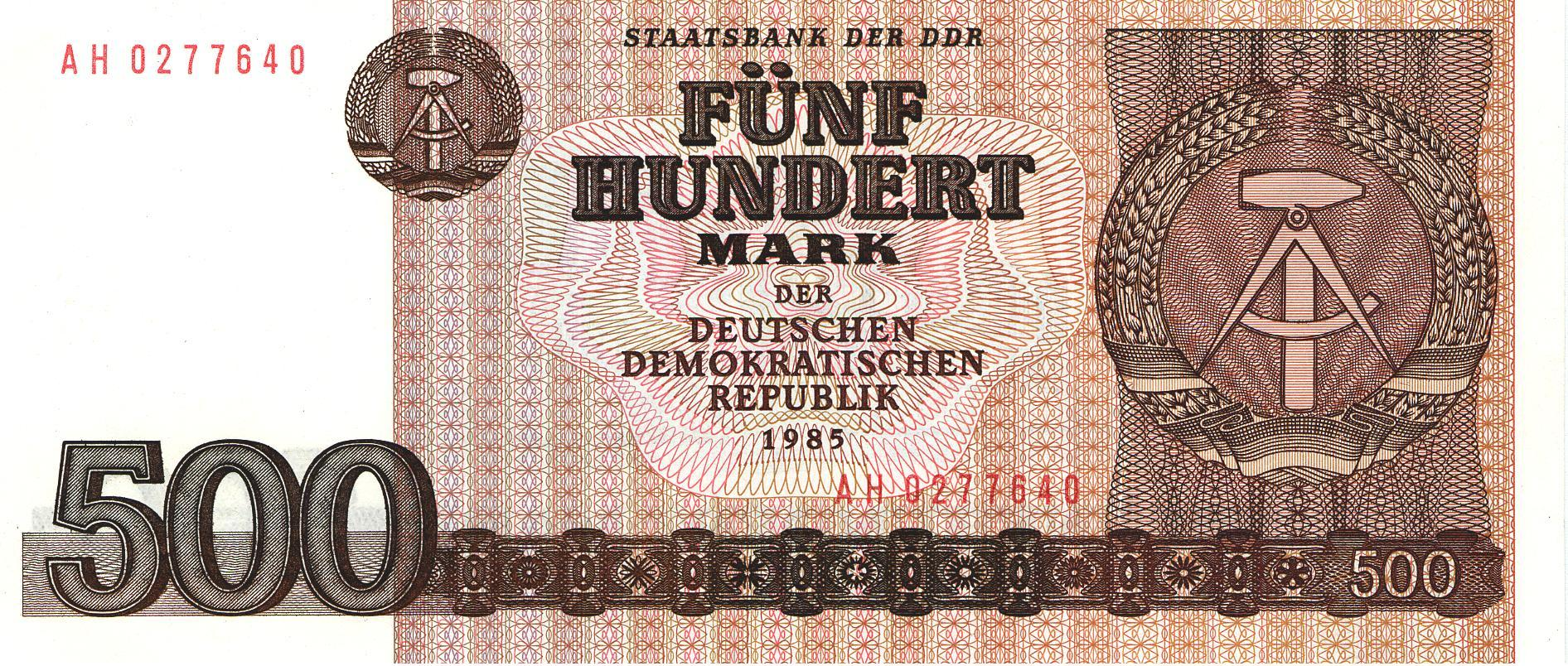
Billet de 500 marks de la RDA (1985).
Version stylisée. Communément utilisée sur les supports imprimés.

## Histoire
Une aigle regardant vers la gauche (Est) a été envisagé en RDA. « Il convient d’agir rapidement sur cette question, faute de quoi la République soviétique de l’Est pourrait nous devancer. » Avec cette phrase, Carl-Heinz Lüders, alors conseiller au ministère fédéral de l’Intérieur, demandait en novembre 1949 une décision rapide sur les armoiries d’État. Le précurseur de l’armoirie d’État n’était que le marteau de la couronne, car la RDA se considérait essentiellement comme un État ouvrier et paysan, où ouvriers et paysans devaient régner en alliance avec l’intelligentsia et d’autres couches sociales. Ce projet a été élaboré par le dessinateur Fritz Behrendt.
Jusqu’en 1955, les armoiries de la RDA étaient considérées comme non officielles et ne pouvaient être qualifiées de « blasons ». En 1951, le Premier ministre Otto Grotewohl a déclaré que l’emblème actuel de la RDA était semi-officiel et qu’il n’y avait aucune indication qu’il s’agissait des armoiries officielles de la RDA. « C’était pour ne pas torpiller les négociations de l’époque avec l’ensemble de l’Allemagne et pour créer un fait accompli par la déclaration d’un blason officiel de la RDA. » Il était grotesque de penser que l’emblème de 1950 ne couvrait pas l’essence de la RDA. Par une loi du 26 septembre 1955, les armoiries, valables jusqu’en 1990, basées sur des dessins de Heinz Behling, Herbert Gute et Martin Hänisch, étaient devenues les semi-officielles. Ce n’est qu’avec la loi modificative du 1er octobre 1959 que les armoiries d’État sont devenues partie intégrante du drapeau de la RDA.
Le blason de l’État faisait partie à la fois de l’armoirie de la NVA et — entouré d’un garde blanc à 12 dents — de celle de la police populaire.
Après le tournant et la révolution pacifique de 1989, le blason d’État est resté officiellement dans les armoiries de la RDA, mais il n’a plus été montré à des endroits remarquables, a déclaré la Chambre du peuple. Par décision du 31 mai 1990, elle a ordonné le retrait des armoiries d’État des bâtiments publics. Par décision du secrétaire d’État au ministère du désarmement et de la défense de la RDA, Werner Ablaß, il a également été retiré des uniformes de service de la NVA et, au 20 juillet 1990, été remplacé par des cocardes similaires à celles de la Bundeswehr.

## Enregistrement auprès de l’Office allemand des brevets et des marques
En 2004, on a tenté de faire protéger ce symbole et d’autres symboles de la RDA (tels que ceux de la FDJ, du SED et du MfS). L’enregistrement auprès de l’Office allemand des brevets et des marques a été supprimé à l’été 2008, après que le Tribunal fédéral des brevets a jugé que l’utilisation de l’armoirie d’État de la RDA était abusive.

## Interdictions et débats sur l’interdiction
Après que les armoiries de la RDA faisaient partie du drapeau d’État en 1959, celui-ci a été interdit en République fédérale d’Allemagne et à Berlin-Ouest. En vertu d’un accord conclu entre la Confédération et les Länder le 4 novembre 1959, la police était obligée de retirer le drapeau de la RDA dans l’espace public (par exemple dans le cadre des compétitions sportives  de la RDA). Le 4 février 1970, la Conférence des ministres de l’Intérieur a décidé de supprimer l’accord.
Après la réunification, plusieurs appels ont été lancés en faveur d’une nouvelle interdiction des armoiries au sens du décret 86a StGb, par exemple, celui du directeur du Mémorial de Berlin-Hohenschönhausen, Hubertus Knabe (en). Le défenseur des droits civiques de la RDA, Friedrich Schorlemmer, a par contre qualifié ces aspirations de « paranoïa politique ». Lorsqu'en mai 2013, des membres d'une « association de tradition de la Nationale Volksarmee » ont participé en uniforme à une cérémonie commémorative à Berlin, le président du groupe parlementaire CDU/CSU Volker Kauder a annoncé qu'il réfléchissait à une interdiction pénale des symboles étatiques du SED.